# Central nuclear de Txornòbil
La central nuclear de Txornòbil (nom complet ucraïnès: Державне спеціалізоване підприємство «Чорнобильська АЕС» transcrit Derjavne spetsializovane pidpryemstvo «Txornobilska AES», traduït com a Empresa estatal especialitzada «Central nuclear de Txornòbil», abreujadament ЧАЕС, TxAES; rus: Черно́быльская а́томная электроста́нция и́мени Влади́мира Ильича́ Ле́нина transcrit Txernóbilskaia àtomnaia elektrostàntsia ímeni Vladímira Ilitxà Lénina, traduït com a Planta d'energia nuclear de Txornòbil "Vladímir Ilitx Lenin", abreujadament ЧАЭС, TxAES) és una central nuclear actualment aturada, situada a Ucraïna a la ciutat de Prípiat, a 18 km al nord-oest de Txornòbil, 16 km de la frontera entre Ucraïna i Belarús, i aproximadament 110 km al nord de Kíev. El nom complet rus: Госуда́рственное специализи́рованное предприя́тие Черно́быльская а́томная электроста́нция (Gossudàrstvennoie spetsializírovannoie predpriàtie Txernóbilskaia àtomnaia elektrostàntsia), que es pot traduir per Empresa estatal especialitzada Planta d'Energia Nuclear de Txornòbil.
El reactor núm. 4 va ser l'origen de l'accident de Txornòbil el 1986, però la central va continuar funcionant amb els altres reactors fins a desembre 2000 mentre que les ciutats de Txornòbil i de Prípiat es van convertir pràcticament en ciutats fantasmes.
De 1986 a desembre de 2000, fins a 9.000 persones van treballar per a la central. Avui, fins i tot amb la central aturada, utilitza encara aproximadament 3000 persones per a la seva vigilància. Fins a l'any 1986, els treballadors vivien, en la seva majoria, a la nova ciutat de Prípiat, construïda al mateix temps que la central. Per raó de l'evacuació de Prípiat després de la catàstrofe, els treballadors viuen, a hores d'ara, a Slavútitx, una ciutat situada a 45 km a l'est de la central a Ucraïna. Ha estat construïda per reemplaçar Prípiat. Després de 1986, un treball a Txornòbil era atractiu. malgrat les dosis elevades de radioactivitat, atès que es pagaven alts salaris de manera excepcional i el ritme de feina era de 2 setmanes de treball / 2 setmanes de permisos.

## Context energètic

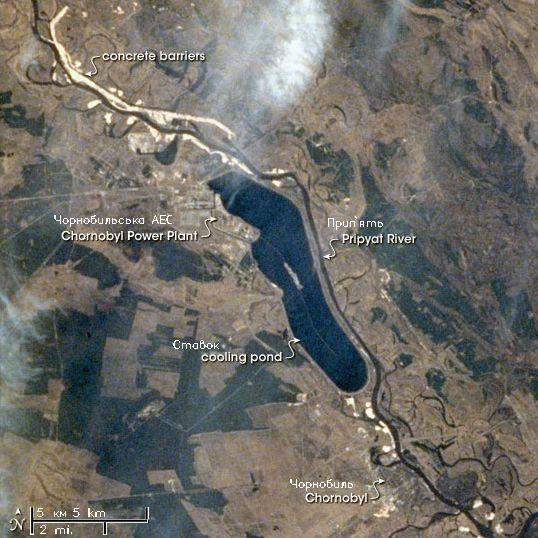
La central i la seva rodalia vistes des de l'estació espacial Mir.

La Central Elèctrica Nuclear Memorial V.I. Lenin era una moderna central que s'havia començat a construir el 1971 i que encara tenia un terç dels seus reactors per acabar. Els quatre reactors acabats havien començat a donar electricitat a la xarxa el 1977, 1978, 1981 i 1983 respectivament. Tant ells com els dos en fase construcció eren reactors nuclears de gran potència a tubs de força de tecnologia soviètica.
La Unió Soviètica disposava el 1985 de 46 reactors nuclears en funcionament, una quinzena dels quals eren del tipus RBMK 1000, de gran potència a tubs de força i amb una potència elèctrica de disseny de 1000 megavats cadascun. En aquesta època, la part nuclear de l'URSS representava aproximadament el 10% de l'electricitat produïda, i la central de Txornòbil subministrava el 10% de l'electricitat d'Ucraïna.

## Especificacions de la central
La central disposava de sis reactors nuclears de tipus RBMK per produir electricitat a partir de l'energia nuclear. La construcció dels reactors 1 i 2 comença el 1971; el primer és posat en servei el 1977, el segon, l'any següent. Els reactors 3 i 4 es comencen a construir el 1975; la seva explotació comença respectivament el 1981 i 1983. La construcció dels reactors 5 i 6, també d'una potència de 1000 MW, és interrompuda per la catàstrofe.
El reactor nuclear contenia 1.600 tubs metàl·lics de pressió allotjaven 190 tones de diòxid d'urani en forma de barres cilíndriques de combustible. Per aquests tubs circulava aigua que, en escalfar-se, proporcionava vapor a la turbina, que transformava la calor del refrigerant (l'aigua) en energia mecànica que, posteriorment, era transformada en energia elèctrica. El nucli del reactor, on es troba el combustible al qual es realitzen les reaccions nuclears en cadena, estava protegit per un tambor de grafit de 1.700 tones. Al nucli també hi havia cent vuitanta barres de control, d'acer borat, situades entre les barres de combustible i que són mòbils.

## Catàstrofe
L'accident de Txornòbil fou un accident nuclear major classificat al setè i últim nivell de l'Escala INES per raó de la fusió del nucli del reactor número 4. Es va produir el 26 d'abril de 1986.

## Conseqüències

### La central funciona encara durant 14 anys
En resposta a l'accident, els tres reactors restants van ser aturats, ja que l'indret estava altament contaminat per les radiacions. Tanmateix, després d'una neteja dins de la central i a la rodalia, els reactors 1 i 2 es van tornar a posar en marxa a finals de l'any 1986.
El reactor 2 experimentà un accident nuclear l'octubre de 1991, de resultes del qual no va ser posat en marxa de nou per causa del cost elevat de les reparacions. El reactor 1 va ser definitivament aturat el novembre de 1996. El reactor n°3, que era l'últim reactor encara en servei a la central, va ser aturat definitivament el desembre de 2000.
Les ruïnes del reactor 4 continuaran sent radioactives en els propers segles, fins i tot en el pròxims mil·lennis. El plutoni 239, que és un dels elements radioactius presents dins del reactor, té una període de semidesintegració igual a 24.000 anys. Avui, el reactor és hermetitzat dintre d'un sarcòfag de formigó recobert d'acer i ple de 300.000 tones de sorra, argila, plom i bor. Requereix una vigilància constant.

### La demolició
Un consorci francès, Novarka va començar a finals d'agost del 2010 la realització de la carcassa metàl·lica de 18.000 tones que recobrirà la primera capa construïda sobre el reactor accidentat de la central nuclear. L'objectiu és de permetre, al capdavall, la demolició del conjunt. La fase començada el 2010 consisteix a bastir les bases que hauran de sostenir la plataforma proveïda de rails. Això permetrà al recinte de confinament de ser esmunyit sobre el sarcòfag.

### Conseqüències a Europa
Com a conseqüència de la catàstrofe de Txornòbil, es va produir a diversos països d'Europa un debat sobre l'ús de l'energia nuclear. El govern italià va començar ràpidament un programa per abandonar l'ús civil de l'energia nuclear. Aquesta decisió fou també la seguida pels governs belga (1999) i alemany (2000).